# Jean-Paul Laurens
Jean-Paul Laurens [ejtsd: loran] (Fourquevaux, 1838. március 29. – Párizs, 1921. március 23.) francia festő.

## Életútja
A toulouse-i művészeti iskolában tanult, azután Párizsban Coquietnek és Bidának volt tanítványa. Művei, melyekben a legszigorúbb történeti hűséget iparkodik elérni, a világ- és egyháztörténelemből vett, többnyire borzalmas jeleneteket ábrázolnak. Minthogy hűsége nem válik szárazsággá és komolysága is meggyőző, a legkedveltebb történeti festők közé tartozik. 
Legismertebb képei: Cato halála; Tiberius halála; Hamlet; Krisztus és a halál angyala; Hang a pusztában; Enghien herceg kivégeztetése (alençoni múzeum); Formosus és VII. István pápák; a Bethesda-tó (toulouse-i múzeum); Szt. Bruno visszautasítja Calabriai Roger ajándékait (a Notre Dame des Champs templomban); Szt. Genovéva halála; Az egyházi átok (havre-i múzeum);  Borgia Ferenc Portugáli Izabella koporsójánál; Jámbor Róbert kiközösítése (Párizs, Luxembourg-múzeum); Az osztrák vezérkar Marceau tábornok halottas ágyánál; A carcassonnei befelazottak megmentése; A kihallgatás; Miksa császár utolsó percei; VI. Orbán pápa bosszúja; A languedoci agitátor; Eudoxia császárnő.
Nagy föltűnést keltett az 1894-iki párizsi szalonban a Pápa és császár című képével, mely I. Napóleon és VII. Piusz pápa találkozását ábrázolja Fontainebleau-ban 1813-ban. A párizsi Panthéon számára megfestette a Szt. Genovéva halálát és temetését ábrázoló két jelenetet és illusztrációkat is készített Augustin Thierry műveihez.